# Monolene danae
Monolene danae är en fiskart som beskrevs av Bruun, 1937. Monolene danae ingår i släktet Monolene och familjen tungevarsfiskar. Inga underarter finns listade i Catalogue of Life.